# 中华人民共和国机械工业部
中华人民共和国机械工业部是在1982年5月，由第一機械工業部與農業機械部、國家儀器儀錶工業總局、國家機械設備成套總局合并而成，簡稱机械部。
1986年12月2日，第六届全国人大常委会第十八次会议通过，撤销机械工业部和兵器工业部，组建国家机械工业委员会，统管民用与军用机械工业。
1988年4月9日，第七届全国人民代表大会一次会议通过撤销国家机械工业委员会和电子工业部，合并为机械电子工业部。
1993年1月，撤销机械电子工业部，分设机械工业部和电子工业部。
1998年，撤销机械工业部，设立国家机械工业局，归国家经济贸易委员会管理。
2000年12月31日，根据国务院办公厅《关于印发国家经贸委管理的国家局机构改革、国家经贸委机关内设机构调整方案的通知》（国办发[2000]81号）要求，撤销国家机械工业局，组建中国机械工业协会。
2001年3月8日，民政部批复，中国机械工业协会变更为中国机械工业联合会。
现在中国机械工业联合会作为一个民间协会，进行制定相应政策、标准的工作。

## 历任负责人
1. 周建南（1982年4月－1985年8月，机械工业部部长）
2. 何光远（1985年8月－1986年12月，负责人）
3. 邹家华（1986年12月－1988年4月，国家机械工业委员会主任）
4. 何光远（1993年3月－1996年3月，机械工业部部长）
5. 包叙定（1996年3月－1998年8月，机械工业部部长）

| 先前机关： 第一机械工业部、农业机械部 仪器仪表总局、机械设备总局 | 中华人民共和国国务院下属部门 · 中华人民共和国机械工业部(另见:机电工业部) · 1982年5月－1998年3月 | 后继机关： 国家经济贸易委员会下属 国家机械工业局 |